# AN/APG-77
AN/APG-77 — американская авиационная радиолокационная станция с активной фазированной антенной решёткой, разработанная компанией Northrop Grumman для истребителя пятого поколения F-22 Raptor.
Основным достоинством ФАР является электронное управление главным лепестком диаграммы направленности — нет нужды в механическом сканировании, что упрощает конструкцию и повышает надежность работы.
Способность радара работать в режиме низкой вероятности перехвата (LPI - англ. Low probability of intercept) делает бесполезными обычные системы СПО/РТР. Радар AN/APG-77 способен осуществлять активный радарный поиск самолёта-истребителя, оборудованного аппаратурой СПО/РТР таким образом, чтобы цель не знала, что она облучается. В отличие от обычных радаров, которые излучают мощные импульсы энергии в узком диапазоне частот, AN/APG-77 излучает низкоэнергетические импульсы в широком диапазоне частот, используя технику, названную широкополосной передачей. Когда многократные эхо-сигналы возвращаются, процессор обработки сигналов РЛС объединяет эти сигналы. Количество энергии, отраженной назад к цели - на том же самом уровне, как и у обычного радара, но так как каждый импульс LPI имеет значительно меньшее количество энергии и различную структуру сигналов, цели будет трудно обнаружить F-22.
Компания Northrop Grumman выпустила более 181 РЛС APG-77 (учитывая только количество истребителей, на которых установлена данная АФАР). Большая часть технологий, использованных на APG-77, применяется в APG-81 - РЛС с АФАР, разрабатываемой для перспективных истребителей F-35 Lightning II.

## Характеристики
Источники
Комплекс:
- Дальность обнаружения цели с ЭПР=1 м2: 201-241 км;[6]
- 225 км в режиме азимут-скорость;
- 193 км в режиме LPI (частота меняется более 1000 раз в сек.);
- Инструментальная дальность: 515 км[7] стр 31(18);
- Число приёмно-передающих модулей (ППМ): ~1500[7]  - 1956;
- Мощность ППМ: средняя 2 Вт, пиковая 10 Вт - стр 18 (5);
- Максимальная средняя мощность: 3-4 КВт[7] - стр 18 (5);
- Импульсная мощность: 18.5 КВт[7] - 18 стр;
- Время переключения ППМ(фазовращателей): 0,1 микросекунды;
- Зона обзора по азимуту: +/- 60°;[8]
- Зона обзора по углу места: +/- 60°;[8]
- Диаграмма направленности: игольчатая, 1.5°х1.5°;
- Время полного обновления информации в режиме "Обзор": 14 секунд;
- Количество одновременно сопровождаемых целей: 100;
- Количество одновременно обстреливаемых целей: 20;
- Наработка на отказ, часов: 800-1000;
- Масса: 553,7 кг;
- Объём: 0,565 м³;
- Расход охлаждающего воздуха: 4,38 кг/мин;
- Расход охлаждающей жидкости: 33,9 л/мин;

Антенная решетка:[уточнить]
- Диаметр АФАР: 0,813 м
- масса: 219,1 кг
- Объём: 0,275 м³
- Рассеиваемая мощность: 8278 Вт
- Расход охлаждающей жидкости: 11,3 л/мин

## Оценка
Межремонтный ресурс (MTBF) более 450 часов